# Philipshaus
Il Philipshaus (letteralmente “edificio Philips”) è un edificio direzionale di Berlino, posto nel quartiere di Schöneberg, sulla Tauentzienstraße all’angolo con il Wittenbergplatz, dirimpetto al grande magazzino KaDeWe.
Importante esempio di architettura dell’immediato dopoguerra, è posto sotto tutela monumentale (Denkmalschutz).

## Storia
L’edificio fu eretto dal 1948 al 1949 – durante il cosiddetto “Blocco di Berlino” – su progetto di Werner Weber, come sede direzionale della società Philips. Si tratta del primo edificio per uffici costruito a Berlino dopo la seconda guerra mondiale.

## Caratteristiche
L’edificio, che conta cinque piani oltre al terreno, ha struttura portante in acciaio; il disegno delle facciate è caratterizzato da fasce orizzontali finestrate, alternate a fasce intermedie intonacate di colore giallo, richiamandosi alle architetture del Neues Bauen tipiche della Repubblica di Weimar.
Sul lato meridionale la facciata assume una leggera curvatura convessa, che ricorda il Columbushaus di Erich Mendelsohn, costruito nel 1930 sul Potsdamer Platz e in seguito distrutto.